# Juliana Ayech
Martha Juliana Ayech Rodríguez es una cantante de ópera, empresaria y productora discográfica de nacionalidad mexicana con tesitura de soprano lírico spinto. 
De Mexico la Soprano Queretana. 
Se ha presentado en importantes escenarios por todo el mundo. Ha sido calificada por la crítica italiana como una espléndida voz de soprano lírico spinto con un timbre brillante, sensibilidad estilística, temperamento escénico y gran personalidad. 
Ha obtenido los primeros lugares de importantes concursos internacionales de ópera en Europa. 
Recientemente se ha presentado en México, Italia, Austria, Marruecos, Hungría, Mónaco, Bélgica, Suiza, Francia, Portugal, Ghana, Turquía, Estados Unidos y Alemania.
Es fundadora y excoordinadora del Grupo Bell Canto de la Universidad Autónoma de Querétaro. Su repertorio comprende ópera verista principalmente obras de Giuseppe Verdi y Giacomo Puccini.
La soprano Martha Juliana Ayech es socia fundadora, directora y artista de la empresa MJA MUSIC PRODUCTION. 
Se tituló de Contador Público y tiempo después estudió la carrera de Música con especialidad en Canto Operístico en la Universidad Autónoma de Querétaro. 
Estudió Alto Perfeccionamiento de Técnica de Canto e Interpretación en la Academia de Santa Cecilia bajo la dirección de la soprano Renata Scotto en la ciudad de Roma, Italia. 
Hizo su debut operístico interpretando a Leonora de la ópera El Trovador en el Teatro Regio de la ciudad de Parma dentro del Verdi Opera Estudio. 
Fue seleccionada para formar parte del Centro Universal del Bel Canto con la soprano Mirella Freni. Estudió Repertorio con el Mtro. Roberto Negri de la Academia del Teatro de la Scalla de Milán. 
Fue calificada como la Voz del Jubileo de México cantando en las ciudades de Nazareth, Jerusalén y Belén en Tierra Santa y posteriormente culminando en la Plaza San Pedro en el Vaticano ante más de 50 mil espectadores delante de Su Santidad el Papa San Juan Pablo II.

## Reseña biográfica y formación
Queretana de origen, nacida en el municipio de San Juan del Río, originalmente se graduó como contadora pública en la Universidad Autónoma de Querétaro. Más tarde es descubierto su talento del canto por al Mtro. Arnulfo Benites e inicia sus estudios en la Escuela de Bellas Artes en la licenciatura de Música especializada en Canto en la Universidad Autónoma de Querétaro. Operístico.
Más tarde se trasladó a vivir a la ciudad de Roma en Italia para continuar con su formación, estudiando el Curso de Alto Perfeccionamiento de Técnica de Canto e Interpretación en la 'Accademia nacionale di Santa Cecilia', una de las instituciones más prestigiosas  en la formación musical a nivel global, ahí estudió bajo la tutela de la soprano Renata Scotto.
Debutó en el Teatro Regio de la ciudad de Parma con la ópera El Trovador y la dirección del Mtro. Bruno Cagli
También acudió a la Academia de la Scala de Milán estudiando repertorio con el Mtro. Roberto Negri. Posteriormente audición para la Soprano Italiana Mirella Freni y entró a formar parte del  Centro Universal del Bel Canto en la ciudad de  Modena en Italia.

## Trayectoria
La Soprano ha sido calificada por la crítica italiana como una hermosa voz de Soprano lirico-spinto con sencibilidad estilistica,temperamento escénico, timbre brillante y gran personalidad.
La Soprano a cantado en los cuatro  Continentes: En Europa en los paises de España, Italia, Portugal, Austria, Hungria, Francia y Alemania. En Asia en Israel. En Africa en los paises de Marruecos y Ghana. En America en los paises de Estados Unidos y México.Ha sido solista en orquestas e interpretado óperas líricas y de oratorio. 
Fue la Voz del Jubileo de Mexico y cantó para el Papa San Juan Pablo Segundo. Posteriormente canto para el Papa Benedicto XVI y el Papa Francisco.
Ha sido calificada por la crítica italiana como una hermosa voz de Soprano lirico- spinto con un timbre brillante 
.

## Discografía
- De mi México para España[5] (2016)
- Entre sus manos (2011)
- Por mi tierra canto (2005)
- María, Dulzura de Dios (2007)
- Arias, una gran voz para la Ópera (2008)
- Júrame (2003)
- Alabanzas a la Virgen (2000)

- Dulce canto de navidad en Querétaro[6] (2015)
- House Remixes (2013)
- La Música  mexicana en los tiempo de la Constitución de 1917  (2018)
- Amor Amore Love in Jazz (2022)
- Edición Bicentenario Por mi Tierra Canto (2010)

## Premios y reconocimientos
| Año  | Reconocimiento                                                  | Lugar                      |
| ---- | --------------------------------------------------------------- | -------------------------- |
| 2001 | Città di Roma                                                   | Voz femenina, Primer lugar |
| 2001 | San Remo Lirica Classica Internacional                          | Primer lugar               |
|      | Nicolai Ghiaurov                                                |                            |
| 2002 | Jóvenes profecionistas de la música, Rotary International Milán | Voz femenina, Primer lugar |
| 2004 | Citta di Postoia                                                | Primer lugar               |
| 2004 | Beca "Nicolai Guiaurov"                                         | no aplica                  |
| 2005 | Medalla de Alumno de Mirella Freni                              | no aplica                  |
|      | Nicolai Ghiaurov                                                |                            |
|      | Belcanto Vincenzo Bellini                                       |                            |
|      | Premio Selezione Giovani Professionisti de lla Musica           |                            |
| 2006 | Premio Beato Angelico para la Mujer                             |                            |
| 2013 | Talento Femenino Sanjuanense                                    |                            |

## Repertorio
| Compositor     | Arias |
| -------------- | --- |
| G. PUCCINI     | La Bohéme (“Mimì”) Il Tabarro (“Giorgietta”) Suor Angelica (“Suor Angelica”) Turandot (“Turandot”)(“Liu”) Manon Lescaut(Manon Lescaut) Tosca (“Floria Tosca”) Madama Buterfly(“Cio-Cio San”)                          |
| G. VERDI       | Messa da Requiem Aida (“Aida”) Otello (“Desdemona”) Il Trovatore (“Leonora”) Un Ballo in Maschera (“Amelia”) La Forza del Destino( “Leonora”) Simon Boccanegra (“Amelia Grimaldi”) Don Carlo (“Elisabetta di Valois”) |
| W. A. MOZART   | Messa di Coronazione in Do Messa da Requiem Le Nozze di Figaro (Contessa) |
| M. FALLA       | Sette Canzoni La Vida Breve (Salud) |
| G. BIZET       | Carmen (“Micaela”) |
| U. GIORDANO    | Andrea Chenier(“Maddalena di Coigny”) |
| R. LEONCAVALLO | Pagliacci (“Nedda”) |
| G. PAISIELLO   | Il Barbiere di Siviglia (“Rosina”) |
| A. VIVALDI     | Gloria |

También se distingue por su repertorio de Arias Sacras como:
Ave Maria G. Caccini (1545-1618)
Ave Maria C.C. Saint Saëns (1835-1921)
Ave Maria F. Schubert (1797-1828)
Concierto en Re menor (Solo Orquesta) Antonio Vivaldi
Domine Deus Antonio Vivaldi
Agnus Dei G. Bizet
Panis Angelicus Cesar Franck
Canon (Solo de Orquesta) Johann Christoph Bach
Ave María C. Conejo Roldán (1884-1960)
Pues Concebida F. Margil de Jesus/ J. G. Velazquez.
Himno Patriótico a la Virgen de Guadalupe T. Saucedo.
VENUS REY JR.
Misa Guadalupana